# إيلين وايس
إيلين وايس (بالإنجليزية: Ellen Weiss)‏ هي صحفية أمريكية، ولدت في 30 يناير 1959 في مقاطعة ويستتشستر في الولايات المتحدة.